# چوکودی ایووجی
چوکودی ایووجی (انگلیسی: Chukwudi Iwuji؛ ‏‎i‎//‎ (‎/ˈtʃʊkʊdi ɪˈwuːdʒi/‎؛ ‏ زادهٔ ۱۵ اکتبر ۱۹۷۵) بازیگر اهل نیجریه است. وی از سال ۲۰۰۵ میلادی تاکنون مشغول فعالیت بوده است.
از فیلم‌ها یا برنامه‌های تلویزیونی که وی در آن نقش داشته است، می‌توان به بری، جان ویک: بخش ۲، نگهبانان کهکشان بخش ۳، شاه لیر، آزمون، دنیل واقعی نیست، حادثه، دکتر هو، مسیرهای عبور، خانم وزیر، بازمانده برگزیده، نقطه کور، کوانتیکو، وقتی آن‌ها ما را می‌بینند، دودمان، راه‌آهن زیرزمینی، پیس‌میکر، شر، روز شغال و بازی کثیف اشاره کرد.